# Kuartango
Kuartango – gmina w Hiszpanii, w prowincji Araba, w Kraju Basków, o powierzchni 84,39 km². W 2011 roku gmina liczyła 358 mieszkańców.